# Аминев, Ахмет Гатаевич
Ахме́т Гата́евич Аминев (1924—1999) — государственный и партийный деятель Башкортостана, Герой Социалистического Труда.

## Биография
Родился 1 сентября 1924 года в деревне Тарказы Ермекеевского района.
Трудовую деятельность начал в 1941 г. учителем Турткульской семилетней школы Каракалпакской АССР после окончания третьего курса Давлекановского сельскохозяйственного техникума и годичных курсов по подготовке учителей физики и математики при Кокандском учительском институте Узбекской ССР. С 1942 г. работал учителем Тарказинской семилетней школы Ермекеевского района Башкирской АССР.
В декабре 1943 г. после окончания шестимесячных курсов при Башкирском обкоме ВКП(б) избран первым секретарем Ермекеевского райкома ВЛКСМ, занимал ответственные посты в аппарате Ермекеевского райкома КПСС. В августе 1949 г. направлен на учёбу в областную двухгодичную партийную школу при Башкирском обкоме ВКП(б).
После окончания областной партийной школы А. Аминев в 1951 году был избран секретарем, вторым секретарем, а затем первым секретарем Илишевского райкома, парторгом Туймазинского территориально-производственного колхозно-совхозного управления (1962), секретарем парткома Илишевского производственного колхозно-совхозного управления.
В 1964 г. окончил Башкирский государственный университет. Кандидат экономических наук.
С 1965 по 1973 годы работал первым секретарем Дюртюлинского райкома партии.
В 1964 г. колхозы укрупненного Илишевского района продали государству 924,5 тысячи центнеров зерна, план выполнили на 130,2 процента. В 1965 г. колхозы Дюртюлинского района с площади 54,3 тысячи гектаров получили урожай зерна 16,4 центнера с гектара. Государству было продано 371,9 тысячи центнеров зерна, план выполнен на 143 процента. По заготовке мяса в 1965 г. колхозы района выполнили план на 104 процента, молока — на 114,3, яиц — на 121,4, шерсти — на 100, сахарной свеклы — на 100,7, овощей — на 100,4 процента.
За успехи, достигнутые в увеличении производства и заготовок пшеницы, ржи, гречихи, других зерновых и кормовых культур и высокопроизводительном использовании техники, Указом Президиума Верховного Совета СССР от 23 июня 1966 г. А. Г. Аминеву присвоено звание Героя Социалистического Труда.
С 1973 по 1982 годы Аминев работал министром сельского хозяйства БАССР. С 1982 года и до выхода на пенсию Герой Социалистического Труда трудился проректором Башкирского сельскохозяйственного института (ныне — Башкирский государственный аграрный университет). Он написал несколько брошюр, в которых поделился своим опытом.
Член КПСС. Делегат XXIII съезда КПСС. Депутат Верховного Совета РСФСР VI-го созыва (1963—1967).
Депутат Верховного Совета Башкирской АССР седьмого, восьмого, девятого, десятого созывов (1967—1985).
Умер 20 сентября 1999 года, похоронен в г. Дюртюли.

## Награды
- Герой Социалистического Труда.
- За большой вклад в развитие республики А. Аминев награждён орденами Ленина (1966), Октябрьской Революции (1971), Трудового Красного Знамени (1976), Дружбы народов (1981), «Знак Почёта» (1957), многими правительственными наградами.